# Pinxtermolen

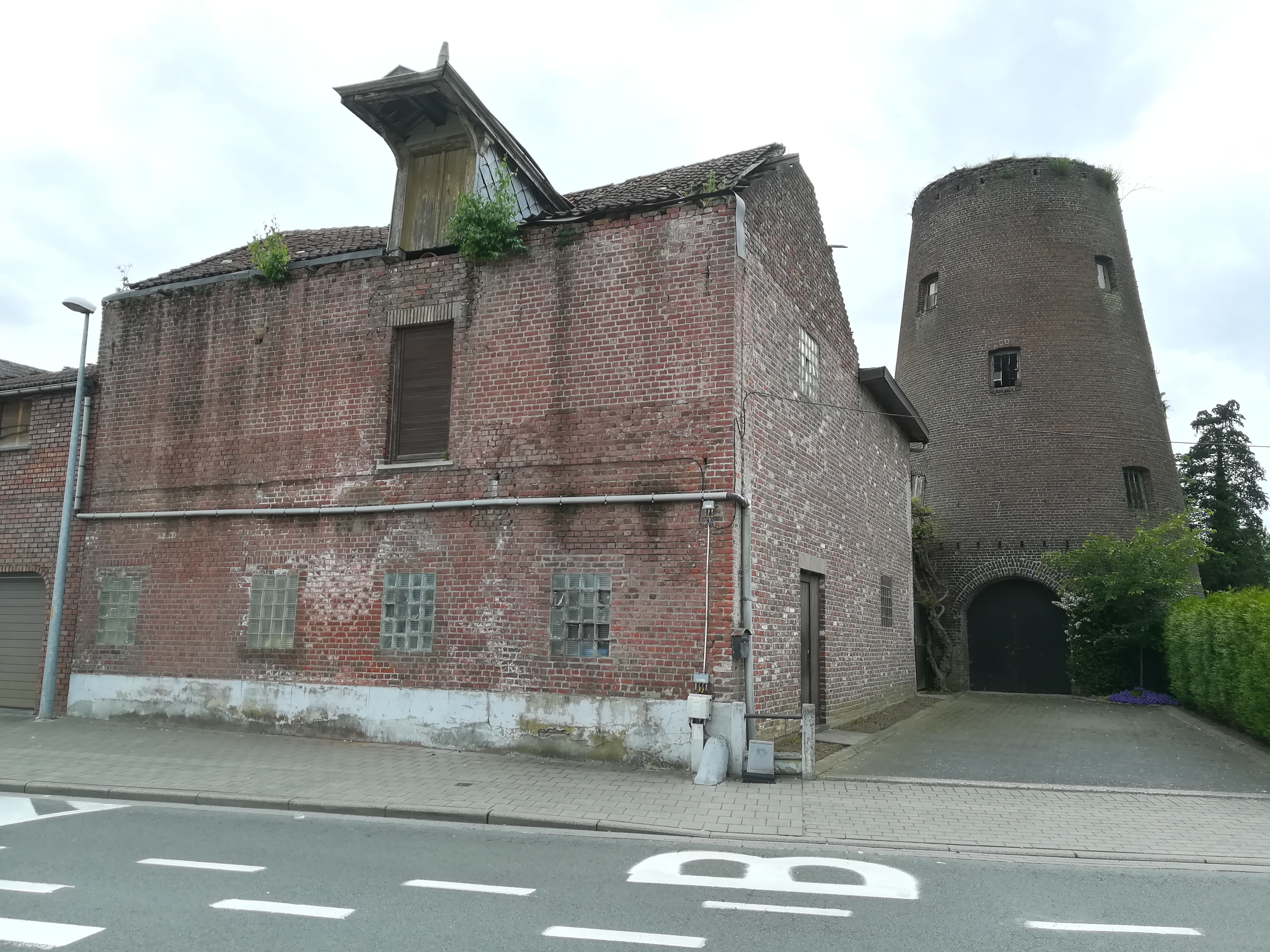
Pinxtermolen

De Pinxtermolen is een windmolenrestant in de tot de Vlaams-Brabantse gemeente Leuven behorende plaats Kessel-Lo, gelegen aan de Diestsesteenweg 517.
Deze ronde stenen molen van het type stellingmolen fungeerde als korenmolen.

## Geschiedenis
Deze molen werd gebouwd in 1880 en was een kettingkruier. Al in 1887 werd op het terrein een stoommaalderij gebouwd, maar er werd ook nog op wind gemalen. In 1912 werd het wiekenkruis verwijderd en vanaf die tijd werd de molen als magazijn gebruikt. Later werd ook de kap verwijderd en bleef slechts een lege romp over. Het gebouw van de stoommaalderij is nog aanwezig.